# Frank Peterson
Frank Peterson (ur. 20 grudnia 1963 w Geesthacht w Hamburgu) – niemiecki producent muzyczny znany z pracy dla projektu Enigma i artystów takich jak Sarah Brightman, Gregorian i Princessa.
Jako dziecko w wieku 4 lat, rozpoczął naukę gry na pianinie. Pracując w sklepie muzycznym spotkał Michaela Cretu i został keyboardzistą Sandry. Będąc członkiem jej zespołu, przeniósł się na Ibizę. Od tego momentu zaangażował się w nowy projekt Cretu - Enigma, używając pseudonimu F. Gregorian. Peterson przyczynił się do powstania pierwszego albumu, MCMXC a.D. (1990), tworząc kilka ścieżek muzycznych.
Opuścił grupę w 1991 i kontynuował pracę z Gregorian, projekcie współtworzonym z Thomasem Schwarzem i Matthiasem Meissnerem. Głosy żeńskie do albumu to The Sisters of Oz - duet Birgit Freud i Susany Espelleta, z którą w tym czasie był żonaty. Wkrótce potem spotkał angielską sopranistkę Sarah Brightman, która potem została jego życiową partnerką, i od albumu Dive współpracuje z nią do dzisiaj.
W 1997 Peterson nawiązał współpracę z izraelską wokalistką Ofra Haza przy produkcji jej ostatniego albumu Ofra Haza. Album był sukcesem w Europie i Stanach Zjednoczonych. Współpracował także z Violet i Sinsual.